# Klyuchi schatsya
Klyuchi schatsya é um filme de drama russo de 1913 dirigido por Vladimir Gardin e Yakov Protazanov.

## Elenco
- Vladimir Gardin
- Vladimir Shaternikov
- Olga Preobrazhenskaya
- Alexandre Volkoff